# Chen Changhao
Chen Changhao (陈昌浩,1906-1967), est un des dirigeants du parti communiste chinois, originaire du comté de Hanyang, Province de Hubei. 

## Biographie
Il rejoint le parti communiste chinois en 1930. En octobre 1936, Chen Changhao est président de l'armée et de la Commission politique de l'Ouest alors que Xu Xiangqian était Vice Président. En juin 1937, il rejoint Yan'an et  enseigne à l'école publique de Nord du Shaanxi. Puis, ayant des problèmes de santé, il est autorisé à aller à l'Union soviétique pour se faire soigner. 
Après la Fondation de la Chine nouvelle, au début de 1951, le Comité Central et le Président Mao ont accepté le retour de Chen Changhao. Plusieurs dirigeants dont Liu Shaoqi l'accueillent au nom du Comité Central du PCC. Il a été nommé vice-doyen d'éducation du Collège du marxisme et léninisme et a été muté au poste de chef adjoint du Bureau d'édition et traduction Central. 
Il a été persécuté pendant la révolution culturelle et s'est suicidé dans la soirée du 30 juillet 1967.
Sa femme, Zhang Qinqiu (veuve de Shen Zemin) devint la seule femme commandant une division de l’armée rouge. Après 1949 elle fut nommée ministre adjoint de l’industrie textile. Elle ne survécut pas aux persécutions de la Révolution culturelle.